# Receptor D4 de dopamina
O receptor D4 de dopamina é um receptor acoplado à proteína G, codificado pelo gene DRD4.
Tal como outros tipos de receptores de dopamina, o receptor D4 é activado pelo neurotransmissor dopamina. É também um alvo para drogas que tratam a esquizofrenia e a doença de Parkinson.
O receptor D4 é considerado um Receptor D2 de dopamina, no qual o receptor activado inibe a enzima adenilato ciclase, reduzindo assim a concentração intracelular do mensageiro secundário AMP cíclico.